# Bandschlingenknoten
Der Bandschlingenknoten ist ein Knoten zum Verbinden von Bandmaterial zur Bandschlinge. Der englische Schriftsteller Izaak Walton (1593–1683) bezeichnete den Knoten als water knot. 1815 wird der Knoten in Hutton's Dictionary als Ring-knot bestimmt.

## Anwendung
Der Bandschlingenknoten wird verwendet zum Knüpfen von Schlingen aus Bandmaterial. Er kann auch zwei Bänder miteinander verbinden.
Aufgrund von Sicherheitsrisiken verwenden Kletterer diesen Knoten nicht.
Bereits 1994 beschrieb Pit Schubert die Gefahr, wenn sich der Bandschlingenknoten an einem Felsvorsprung oder Ast verhakt. Wenn der Knoten belastet wird und der Felssporn an einer bestimmten Schlinge des Knotens anliegt, kann sich der Knoten lösen und zum Absturz führen. Obwohl ein solches Zusammentreffen unglücklicher Zufälle äußerst unwahrscheinlich erscheint, wurden mehrere – auch tödliche – Unfälle bekannt.
Schubert schloss daraus die Empfehlung, genähte Bandschlingen zu verwenden oder die Bandenden festzunähen. Falls dies nicht möglich ist, sollte man zumindest den Knoten so platzieren, dass ein Verhaken am Fels unmöglich ist.
Heute raten viele Experten von der Verwendung des Bandschlingenknotens vollständig ab, er wird sogar als „Todesknoten“ bezeichnet.
Im Klettersport kommen fast ausschließlich vernähte Bandschlingen zum Einsatz.

## Knüpfen
Zuerst wird in ein Ende des Bandmaterials ein loser Überhandknoten geschlungen. Dann fährt man mit dem anderen Ende dem Überhandknoten parallel nach. Dabei ist darauf zu achten, dass die Flächen des Bandmaterials genau aufeinander liegen, also nicht in sich verdreht sind. Siehe auch gesteckter Sackstich als Seilverbindung.
Die Länge der freien Enden sollte mindestens die dreifache Bandbreite betragen.

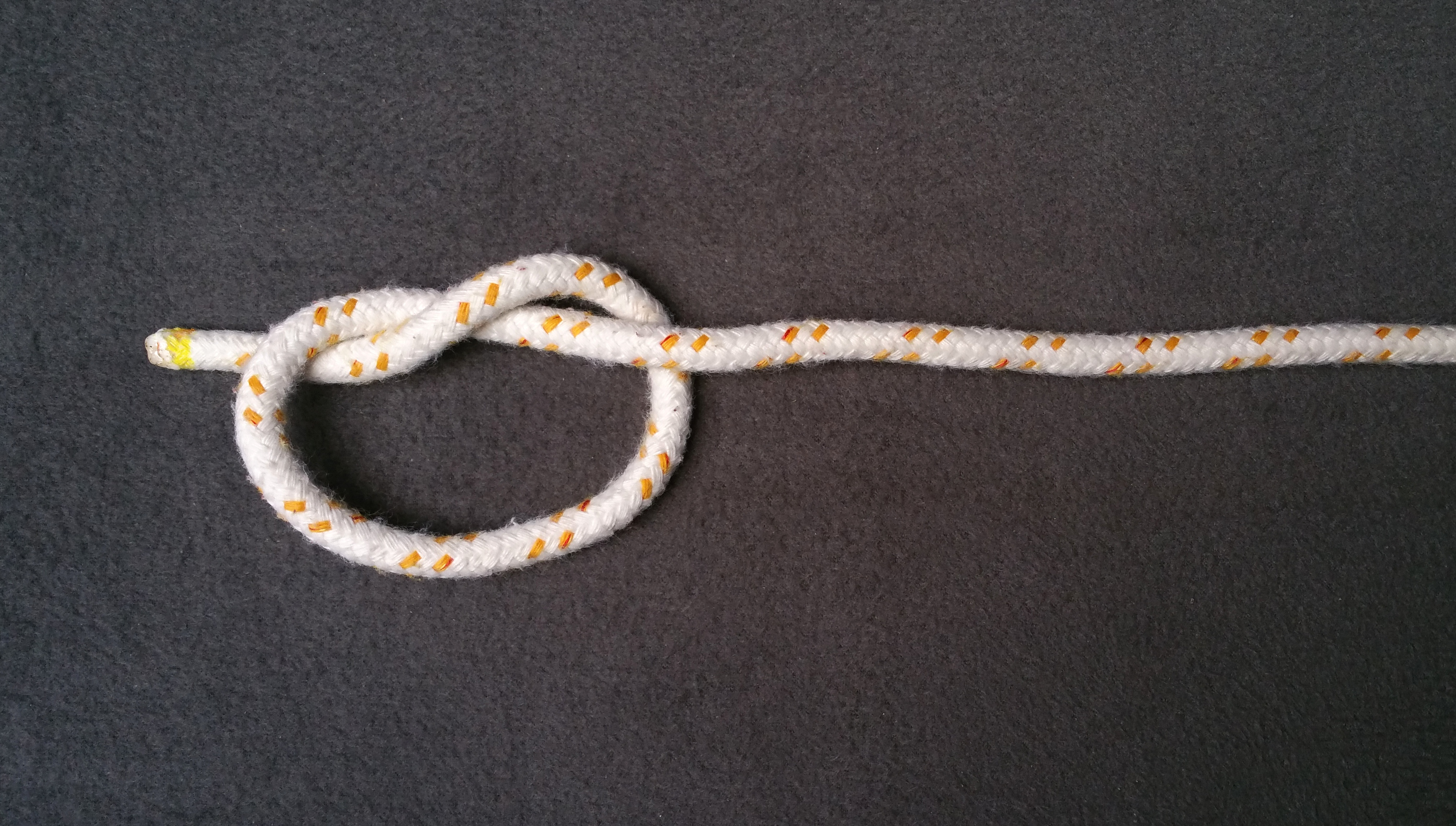
Loser Überhandknoten
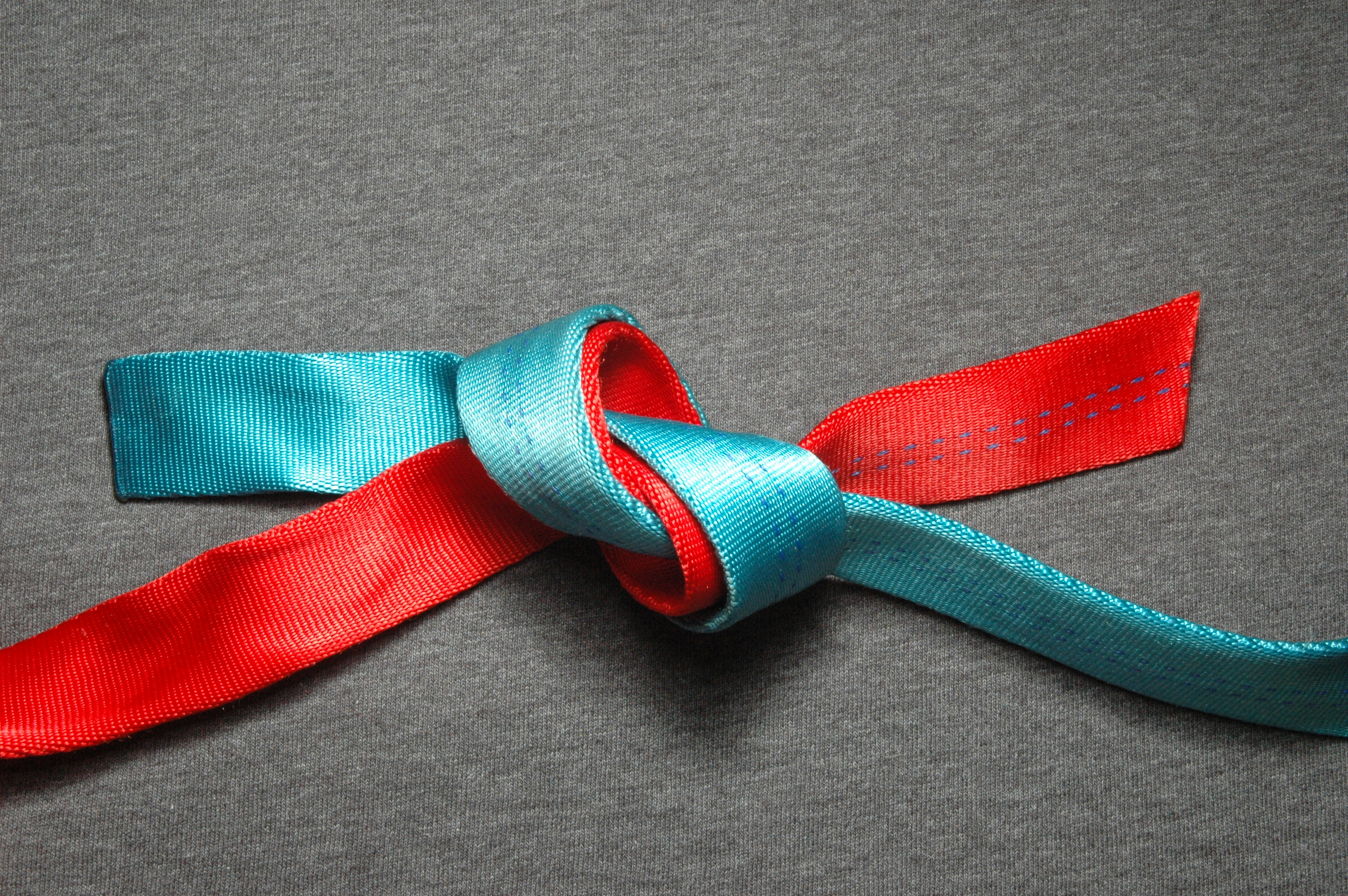
Zwei Überhandknoten ineinander
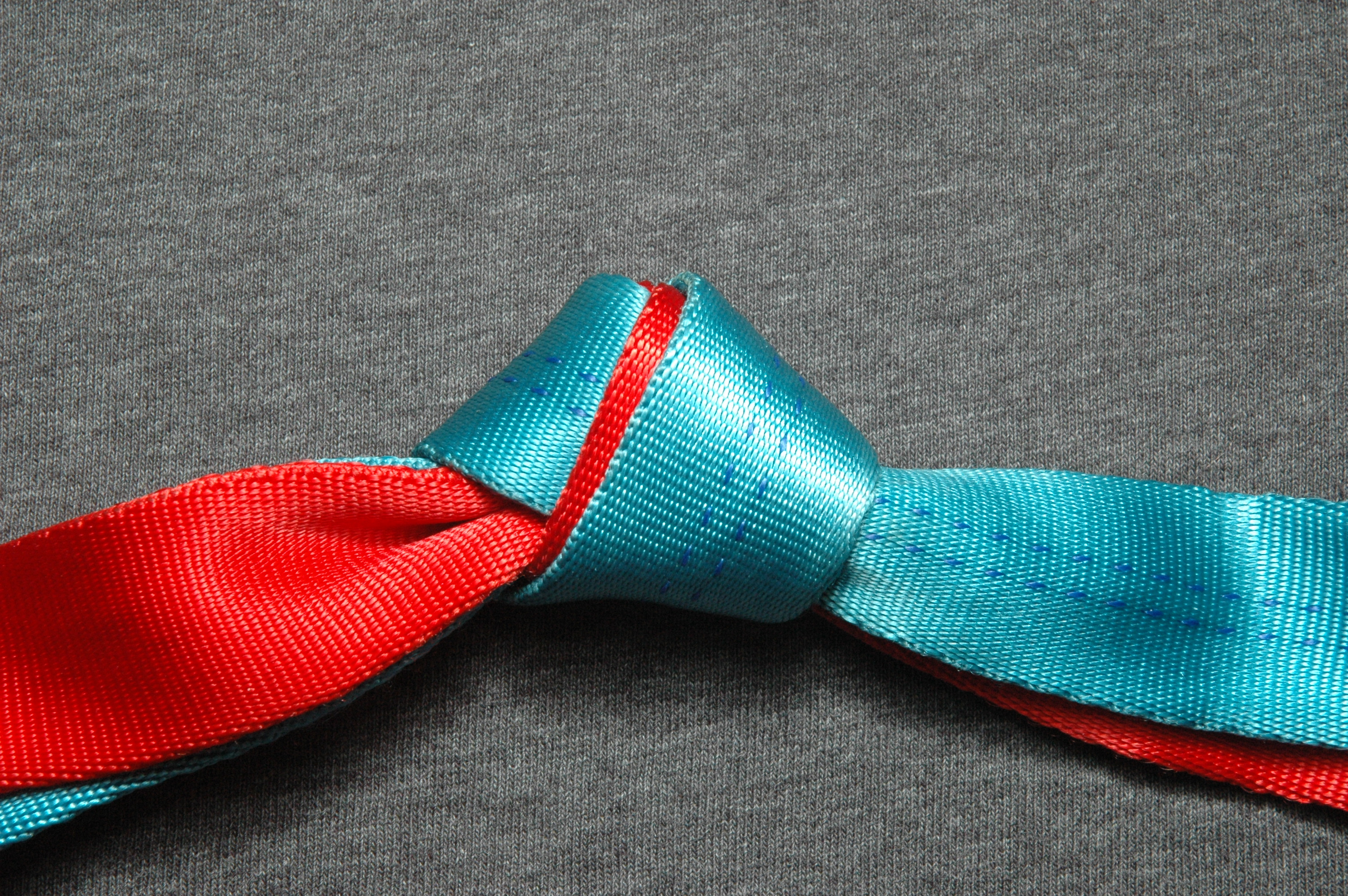
Fertiger Bandschlingenknoten

## Alternativen
Eine genähte und geprüfte Bandschlinge ist einer selbst geknoteten vorzuziehen.